# Elektronika MS 1504
Elektronika MS 1504 (en ruso: Электроника МС 1504) fue la primera, y posiblemente unica, computadora portátil fabricada en la Unión Soviética  Producida por la Asocciacion de Producción Cientifica "Integral" en 1991, es un clón del portátil japonés Toshiba T1100 de 1984 

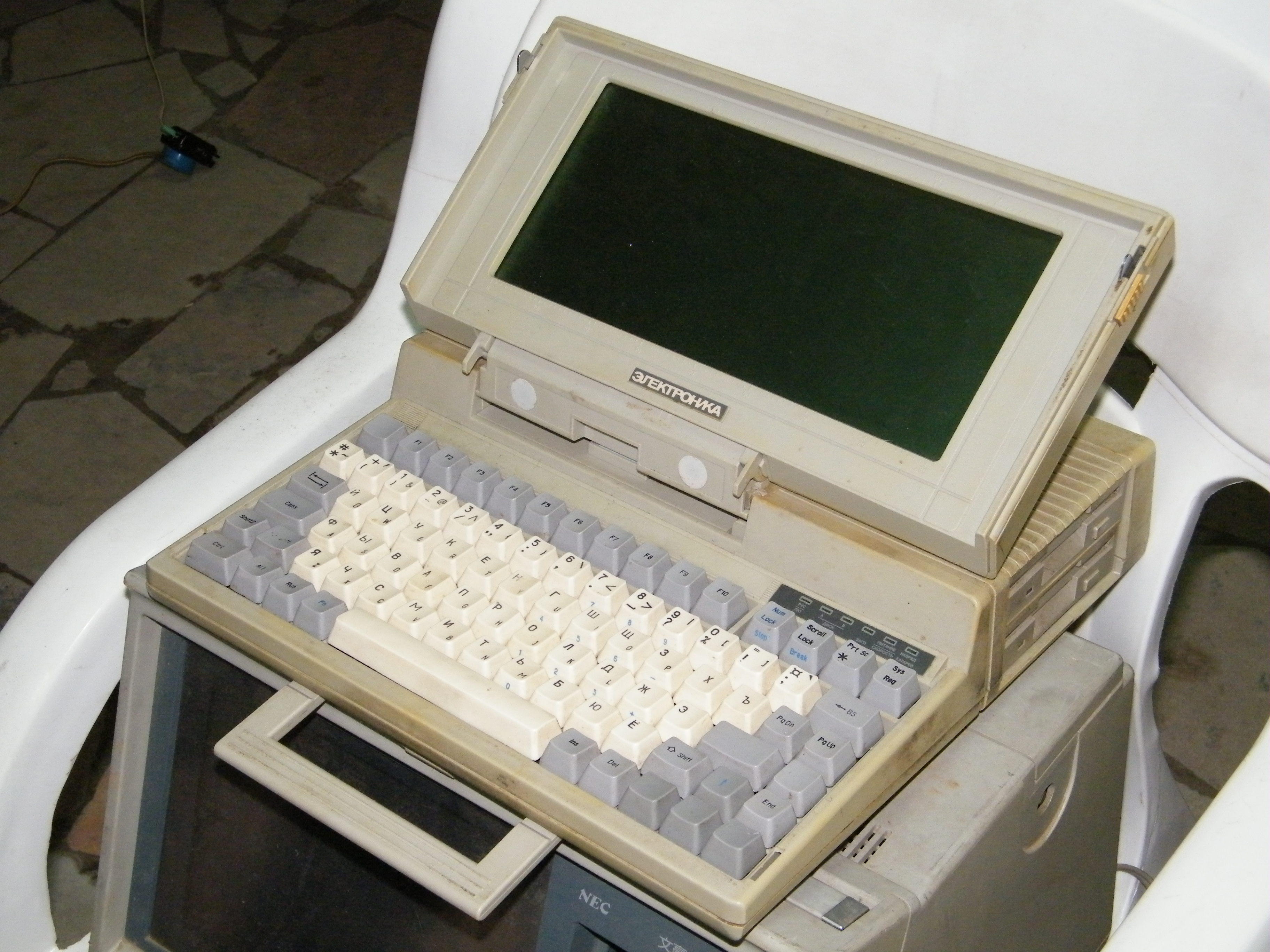
Elektronika MS 1504 de 1991